# Jean-Joseph Mouret
Jean-Joseph Mouret (Avinhão, 11 de abril de 1682 — Charenton,  22 de dezembro de 1738), foi um músico francês, cujas obras dramáticas o fizeram um dos maiores intérpretes da música barroca em seu país. Apesar de a maioria de suas obras não serem mais executadas, o nome de Mouret sobrevive até hoje graças a popularidade de Fanfare-Rondeau da sua primeira Suite de Sinfonias, que foi adotada como tema do programa de TV Masterpiece Theatre da emissora estadunidense PBS.

## Vida e família
Seu pai, um próspero mercador de seda de Avinhão e um violinista amador, reconheceu a precocidade das habilidades musicais de Mouret e o beneficiou com a melhor educação. O pai de Mouret generosamente apoiou a decisão do filho de seguir a carreira musical. Ainda jovem, Mouret provou ser um cantor talentoso, ganhando também sucesso por suas composições.
Mouret casou-se e teve uma filha. No entanto, seus últimos anos foram ofuscados por uma série de decepções financeiras e sociais. Afundando em pobreza, Mouret morreu em asilo de caridade em Charenton-le-Pont.

## Obras
Mouret compunha principalmente para apresentações. Ele contribuiu para gêneros distintivamente franceses da Tragédie en musique e Opéra-ballet , mas sua inveja pelo sucesso em de Jean-Philippe Rameau, o levaram a amargura e loucura no qual ele permaneceu até seus últimos dias:
- Les fêtes de Thalie opera-ballet (1714)
- Le mariage de Ragonde et de Colin (1714)
- Ariane (1717)
- Pirithoüs (1723)
- Les amours des dieux (1727)
- Le triomphe des sens (1732)
- Les grâces héroïques (1733)
- Le temple de Gnide (1741)